# Scinax v-signatus
Scinax v-signatus és una espècie de granota endèmica del Brasil.